# هاوبتفاخه (فرانكفورت)

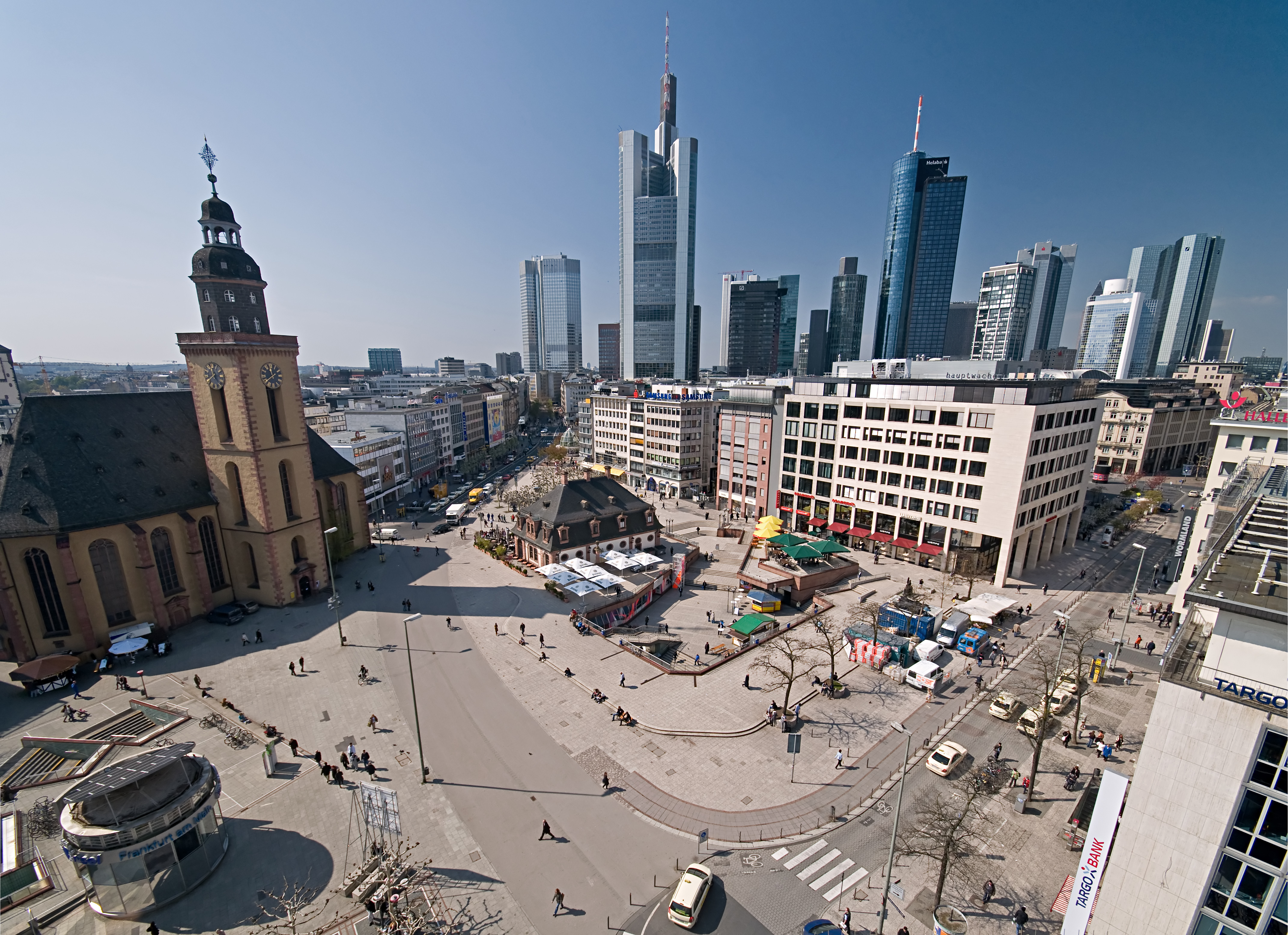
مشهد بانورامي لساحة الهاوبتفاخه من أعلى مبنى الكاوفهوف

هاوبتفاخه (بالألمانية: Hauptwache، وتعني بالعربي «مخفر الشرطة الرئيسي»)، هي ساحة رئيسية تقع في مدينة فرانكفورت أم ماين وتعدّ واحدة من أشهر ساحات المدينة. كانت تُعرف حتى أوائل القرن العشرين باسم Schillerplatz. تقع ساحة هاوبتفاخه غرب كونستابلارفاخه ويربط كلتا الساحتين شارع زايل وهو شارع التسوق الرئيسي في المدينة.

## مبنى الهاوبتفاخه

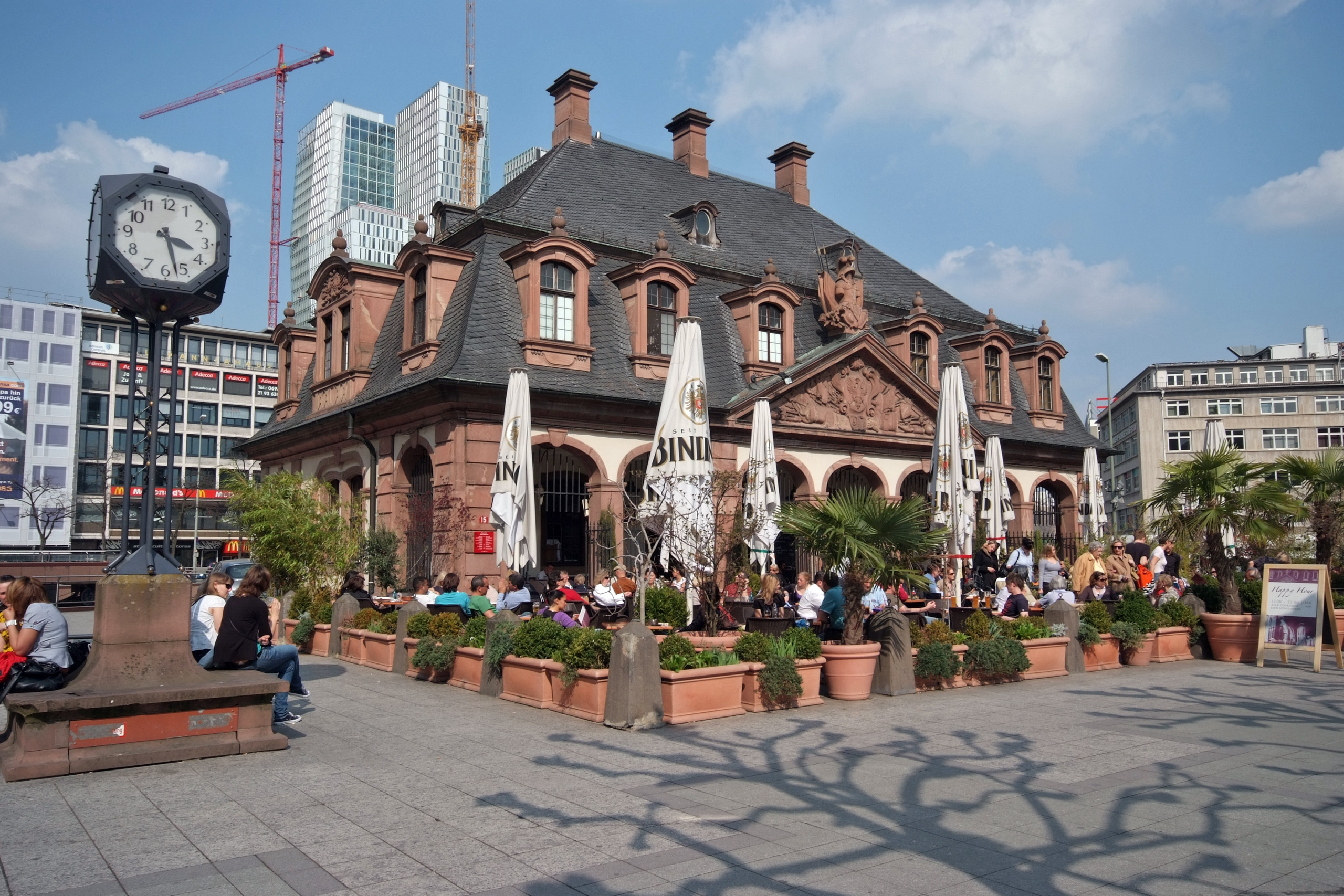
منزل الحراسة السابق مع المقهى

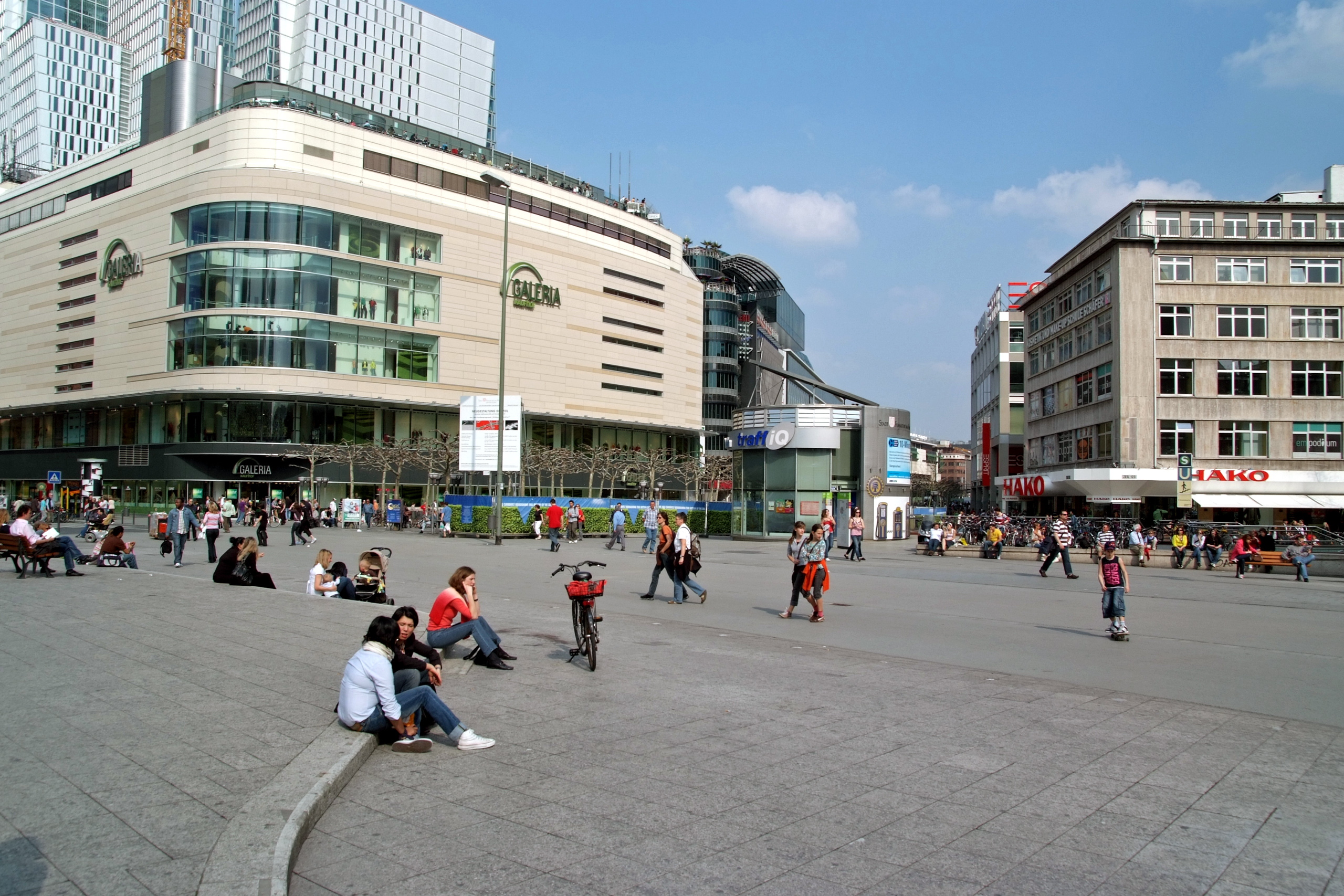
ساحة هاوبتفاخه ويظهر في الصورة الكاوفهوف

تعد محطة هاوبتفاخه اليوم واحدة من أهم نقاط الربط في نظام النقل العام في فرانكفورت. تخدم ثمانية خطوط S-Bahn المحطة بالإضافة إلى ستة خطوط تسع خطوط U-Bahn.

## الساحة
تم إعادة بناء الساحة عدة مرات. يتميز المظهر الحالي بشرفة تفضي إلى درج يؤدي إلى منطقة المشاة تحت الأرض مع عدد من المتاجر ومحطة للنقل العام. يسمي سكان فرانكفورت المنطقة تحت الرؤض "das Loch" وتعني «الحفرة».
الساحة تحتوي على عدد من العمارات التي تنتمي لعصور مختلفة، عدا كنيسة سانت كاترين ومبنى الهاوبتفاخه الباروكي نفسه، فإن معظم المباني المحيطة هي مبان حديثة بسبب الأضرار الناجمة عن الحرب.

## معرض الصور

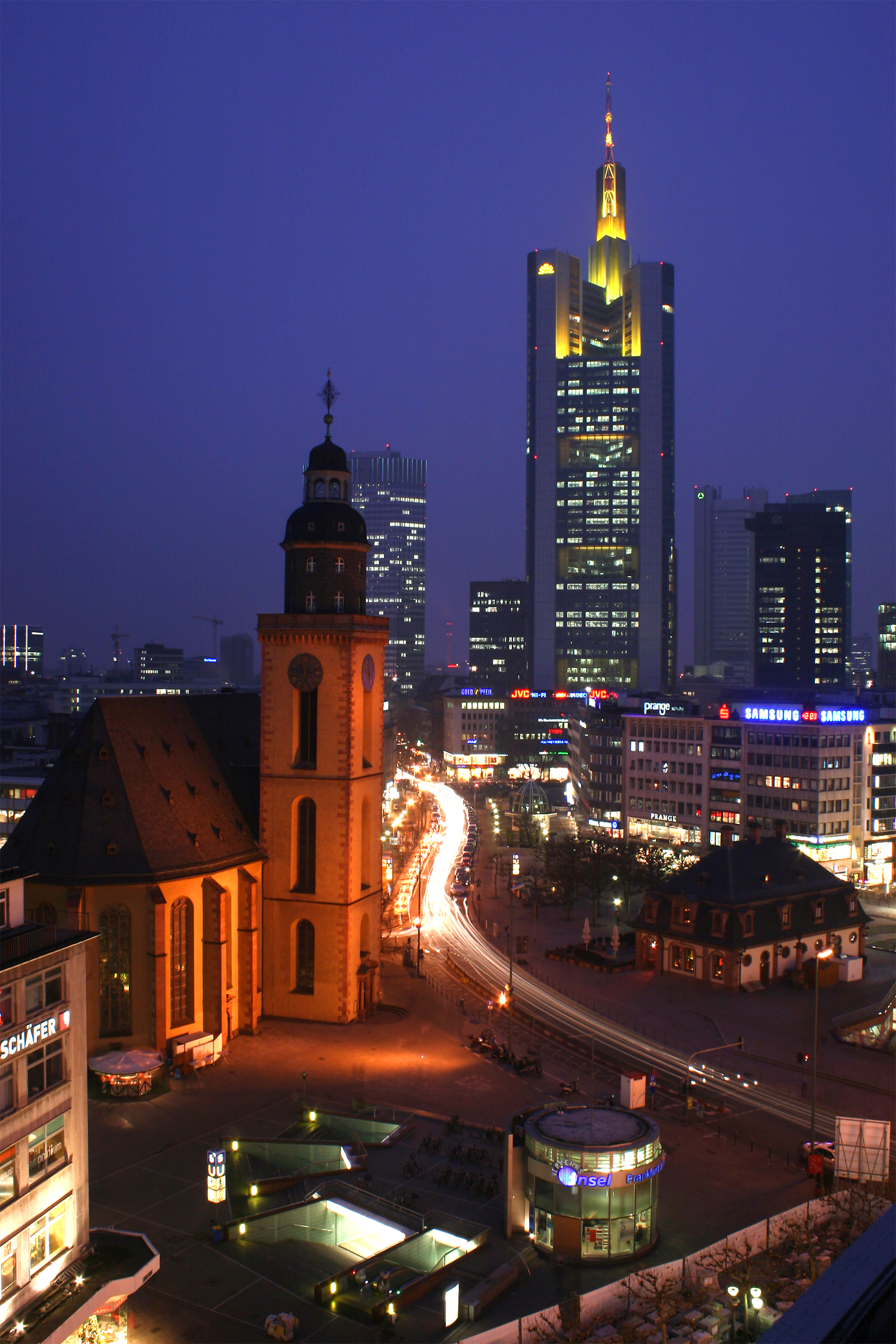
ساحة هاوبتفاخه ليلاً من حديقة سقف كاوهوف
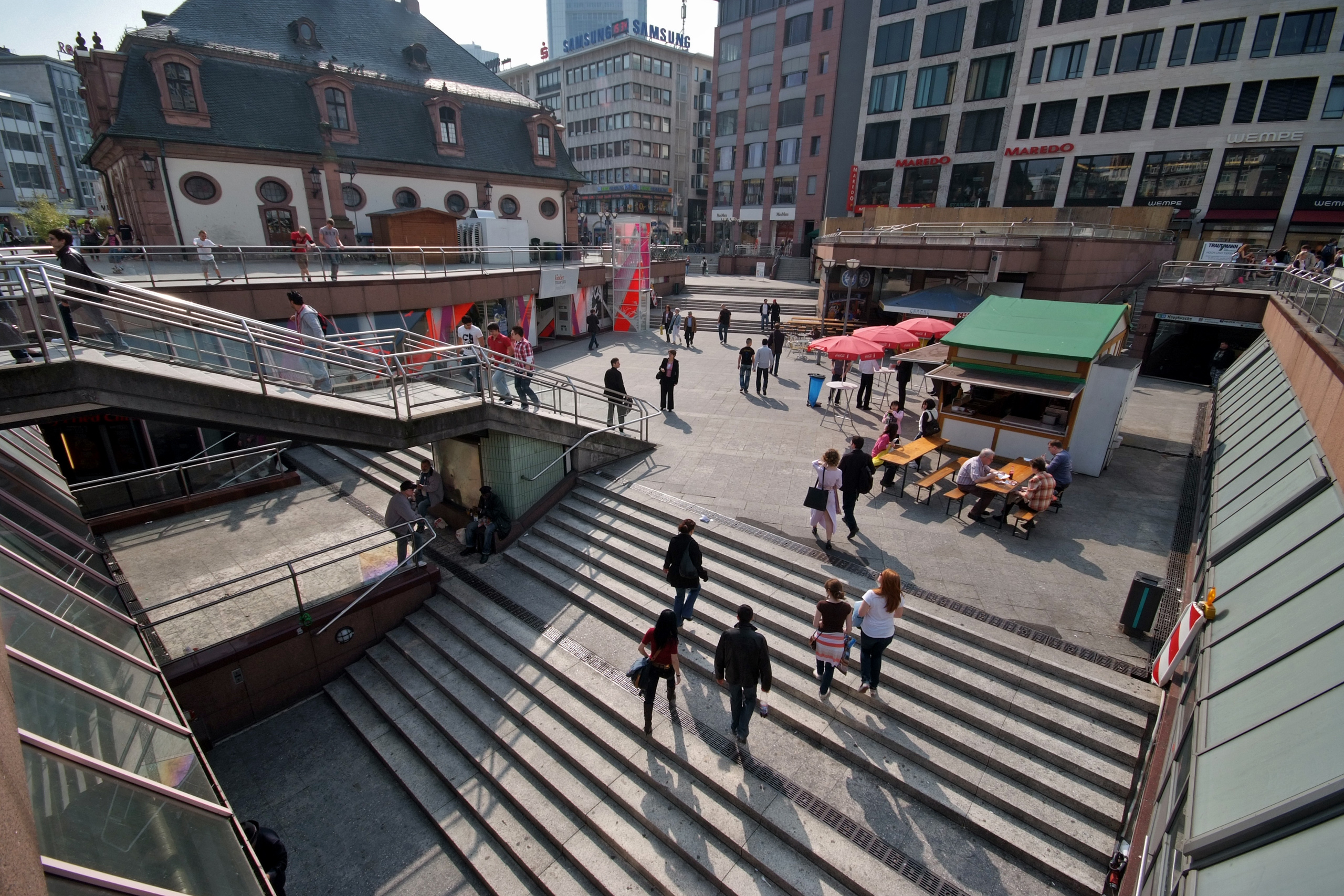
المدخل الغربي للساحة
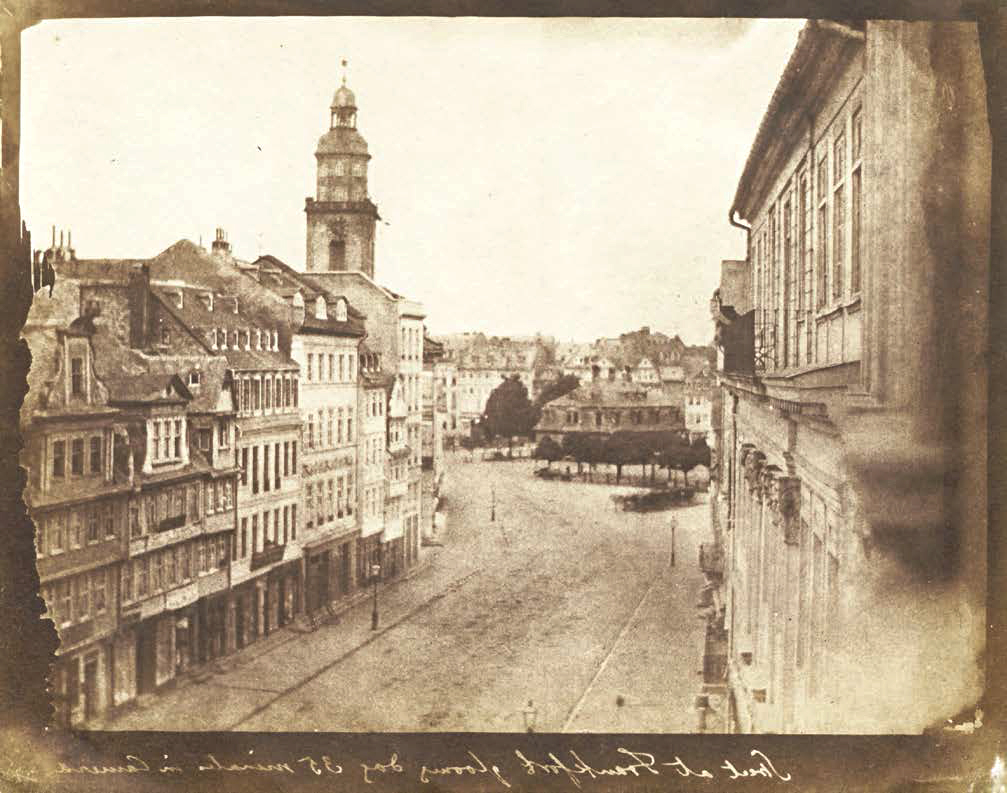
صورة للهاوبتفاخه تعود لعام 1846 بعدسة ويليام فوكس تالبوت

## وصلات خارجية
- منظر على المدن: هاوبتفاخه، فرانكفورت
- عرض بانورامي للهاوبتفاخه